# Horváth Gábor (labdarúgó, 1983)
Horváth Gábor (Budapest, 1983. július 10. –) magyar labdarúgó.